# Helicopis cupido
Espèce
Helicopis cupido est un insecte lépidoptère appartenant à la famille  des Riodinidae et au genre Helicopis.

## Dénomination
Helicopis cupido a été décrit par Carl von Linné en 1758 sous le nom de Papilio cupidus.

### Sous-espèce
- Helicopis cupido cupido présent en Guyane, au Surinam et au Brésil
- Helicopis cupido belemensis Le Moult, 1940; présent au Brésil
- Helicopis cupido erotica Seitz, 1913; présent au Brésil
- Helicopis cupido gradiva Stichel, 1919; présent au Brésil et au Venezuela
- Helicopis cupido incerta Meier-Ramel, 1928; présent au Brésil, en Colombie et au Pérou
- Helicopis cupido lindeni Grote, 1877; présent au Brésil
- Helicopis cupido nigra Riley, 1919;
- Helicopis cupido pseudolindeni Le Moult, 1940 présent au Brésil
- Helicopis cupido trinitatis Seitz, 1913; présent en Guyane, au Venezuela et à Trinité-et-Tobago[1].

## Description
Helicopis cupido est un papillon d'une envergure d'environ 40 mm caractérisé par ses longues queues pointues
Le dessus présente des ailes antérieures de couleur blanche largement bordées de marron, avec une petite plage basale en pointe bordé de marron entrant en pointe dans la plage blanche. Les ailes postérieures, de couleur ocre, sont caractérisées par deux grandes queues pointues, une de longueur moyenne et des dentelures du reste du bord externe de l'aile. Une ligne submarginale de taches blanches cerclées est doublée d'une seconde ligne semblable.

## Biologie
Ce papillon est inféodé aux marais : sa chenille se nourrit principalement des feuilles de Montrichardia arborescens (appelé "moucou-moucou" en Guyane), une herbacée géante érigée commune dans les zones marécageuses.
Capable de mimétisme, en frottant ses ailes l'une contre l'autre, les échancrures arrières bougent à la façon d'antennes, ce qui joint aux motifs de ses ailes évoque les mouvements d'une fourmi.

## Écologie et distribution
Helicopis cupido est présent en Guyane, en Guyana, au Surinam, au Venezuela, à Trinité-et-Tobago, en Colombie, au Pérou et au Brésil.

### Biotope
Il réside dans la forêt amazonienne.

## Philatélie
Le Surinam a émis un timbre à son effigie en 1972